# Philippe Marlaud
Pour les articles homonymes, voir Marlaud.
Pour l’article ayant un titre homophone, voir Philip Marlowe.
Philippe Marlaud est un acteur français né le 20 juin 1959 à Paris 14e et mort le 18 août 1981 à Lyon 3e (Rhône).

## Biographie
Philippe Alain Frédéric Marlaud est le fils unique d'une doctoresse, Marina de Kovalewsky,, (Paris 16e, 31 mai 1938 — Molphey, 19 décembre 1993), dont les parents appartenant à la noblesse russe ont émigré en France lors de la révolution bolchevique de 1917. Marina de Kovalewsky meurt près de Saulieu dans un accident sur la RN6 (D906 depuis 2006) en même temps que le psychanalyste, musicien et écrivain Jean-Paul Rondepierre (Châteauroux, 3 mai 1940 — Molphey, 19 décembre 1993). Son père, Jean-Louis Marlaud (Paris 14e, 29 mai 1938 — Saint-Avertin, 29 août 1997),, est un ingénieur travaillant pour la société IBM. Philippe Marlaud passe sa jeunesse à Paris où il vit au domicile maternel situé au dernier étage de l'immeuble construit au 109 du boulevard Saint-Michel. Il s'installe ensuite au 93 de la rue Saint-Honoré, puis voyage en Afrique du nord et en Thaïlande où il visite et photographie les camps de réfugiés cambodgiens. Il parle couramment le français, le russe et l'anglais.

### Carrière d'acteur
Il est remarqué en 1977 pour sa composition de Julien dans le téléfilm La Maison des autres de Jean-Pierre Marchand auprès de Geneviève Fontanel d’après le roman autobiographique éponyme de Bernard Clavel. Lorsque commence le tournage, en novembre 1975, Philippe Marlaud est âgé de 16 ans.
L'année suivante dirigé par Maurice Pialat il débute sur le « grand écran » avec Passe ton bac d'abord, cinquième long métrage du réalisateur dans lequel il tient le premier rôle masculin.
En 1980, il tourne sous la direction d'Éric Rohmer dans La Femme de l'aviateur, premier film des six volets du cycle Comédies et proverbes du réalisateur, y tenant à nouveau le premier rôle masculin. Le film sort en salles le 4 mars 1981.
Au début de l'année 1981, il tourne à nouveau pour la télévision, La Rescousse dans une réalisation de Jacques Krier.

### Mort
Le téléfilm La Rescousse n'est pas encore diffusé lorsque Philippe Marlaud meurt des suites de brûlures au troisième degré couvrant presque tout son corps dans la nuit du 17 août 1981 au 18 août 1981 à l'hôpital Édouard-Herriot de Lyon, deux jours après son transport par hélicoptère médicalisé dans un état désespéré, sa tente s'étant accidentellement embrasée à cause d'une bougie d'éclairage restée allumée durant son sommeil dans la nuit du 15 au 16 août, lors d'un séjour à La Colline russe, camping ombragé surplombant la baie du Lavandou et situé au sommet du quartier de La Favière à Bormes-les-Mimosas dans le Var. L'ethnologue et journaliste Yan de Kerorguen, fils de Jacques de Kerorguen, a consacré à ce camping atypique, ouvert peu après la Seconde Guerre mondiale en 1947 et fermé définitivement au milieu des années 1990, l'ouvrage La Colline russe paru aux Éditions Grasset en 1979.
Les obsèques de Philippe Marlaud sont célébrées en la cathédrale Saint-Alexandre-Nevsky dans le 8e arrondissement de Paris, suivies d'une inhumation au cimetière de Passy dans le 16e arrondissement de Paris.

## Filmographie

### Cinéma
- 1978 : Passe ton bac d'abord de Maurice Pialat, avec Sabine Haudepin, Annick Alane, rôle de Philippe
- 1981 : La Femme de l'aviateur d’Éric Rohmer avec Marie Rivière et Anne-Laure Meury, rôle de François

### Télévision
- 1977 : La Maison des autres de Jean-Pierre Marchand avec Geneviève Fontanel, Jacques Rispal, rôle de Julien
- 1982 : La Rescousse de Jacques Krier avec Dany Carrel, rôle de Jacques (diffusion posthume).